# 绍莫焦帕蒂
绍莫焦帕蒂，是匈牙利巴兰尼亚州所辖的一个村。总面积10.07平方公里，总人口528，人口密度52.4人/平方公里（2011年1月1日）。